# Pristimantis proserpens
Espèce
Synonymes
- Eleutherodactylus proserpens Lynch, 1979

Statut de conservation UICN

 VU  : Vulnérable
Pristimantis proserpens est une espèce d'amphibiens de la famille des Craugastoridae.

## Répartition
Cette espèce se rencontre entre 1 550 et 2 622 m d'altitude sur le versant Est de la cordillère Orientale, dans la cordillère de Cutucù et la cordillère du Condor, :
- en Équateur dans les provinces de Morona-Santiago, de Loja et de Zamora-Chinchipe ;
- au Pérou dans la province de Condorcanqui dans la région d'Amazonas.

## Description
Les mâles mesurent de 15,2 à 21,0 mm et les femelles de 20,2 à 23,5 mm.

## Publication originale
- Lynch, 1979 : Leptodactylid frogs of the genus Eleutherodactylus from the Andes of southern Ecuador. Miscellaneous Publication, Museum of Natural History, University of Kansas, no 66, p. 1-62 (texte intégral).